# Michail Romanovič Bakalejnikov
Michail Romanovič Bakalejnikov, in russo Михаил Романович Бакалейников?, noto anche come Mischa Bakaleinikoff (Mosca, 10 novembre 1890 – Los Angeles, 10 agosto 1960), è stato un direttore d'orchestra e compositore russo, apprezzato per le numerose colonne sonore cinematografiche.

## Biografia
Di origine russa, emigra negli Stati Uniti nel 1926 e nel 1930 viene messo sotto contratto come musicista dalla Columbia Pictures, quindi già nel 1935 viene nominato capo del Dipartimento Musicale della stessa major. Suo fratello Constantin era anch'egli compositore ed i due spesso hanno lavorato assieme.

## Filmografia parziale
- Codice penale (The Criminal Code), regia di - musiche di repertorio, non accreditato Howard Hawks -  (1930)
- Perfidia (Shopworn), regia di Nicholas Grinde (Nick Grinde) (1932)
- La follia della metropoli (American Madness), regia di Frank Capra e (non accreditati) Allan Dwan e Roy William Neill (1932)
- Vortice, (1934)
- When a Man Sees Red, regia di Alan James - musiche di repertorio, non accreditato (1934)
- The Rogues' Tavern, regia di Robert F. Hill (1936)
- L'uomo che visse due volte, (1936)
- L'eterna illusione, (1938)
- Per tutta la vita, (1947)
- Jim della giungla, (1948)
- Il nodo del carnefice (Hangman's Knot), regia di Roy Huggins (1952)
- Il grande caldo (The Big Heat), regia di Fritz Lang (1953)
- La rivolta delle recluse (Women's Prison), regia di Lewis Seiler - direzione musicale (1955)
- Rappresaglia, (1956)
- La Terra contro i dischi volanti, (1956)
- A 30 milioni di km. dalla Terra (20 Million Miles to Earth), regia di Nathan Juran (1957)
- Le pantere dei mari (1957)
- Il cavaliere solitario, regia di Budd Boetticher (1958)
- Apache Territory, regia di Ray Nazarro (1958)
- La valle dei mohicani, regia di Budd Boetticher (1960)
- Esecuzione in massa (The Enemy General), regia di George Sherman (1960)